# 에스엑스 테잎
《에스엑스 테잎》(영어: SX_TAPE)은 2013년 공개된 미국의 공포 영화이다.

## 출연

### 주연
- 케이틀린 폴리
- 이안 던컨
- 크리스 코이
- 줄리 마르쿠스

### 조연
- 다이아나 가르시아
- 다니엘 파랄도

## 기타
- 프로듀서: 세바스찬 알로이
- 프로듀서: 스티븐 슈나이더
- 프로듀서: 척 시몬
- 공동제작: 조나단 가드너
- 미술: 브래드 필만
- 특수분장: 댈턴 커취
- 특수분장: 에릭 폰
- 의상: 줄리아 클랜시
- 배역: 도미니카 포세렌